# シーパラシー太

シーパラシー太

シーパラシー太（シーパラ シーた）は、横浜・八景島シーパラダイスのマスコットキャラクターである架空の動物である。「シー太君」「シーパラ君」などと呼ばれている。
実在する特定の動物をモデルにした訳ではないが、アシカとセイウチを併せた感覚でモチーフにしている。過去の公式サイト内にシー太のページが有り、それには『トドでもアザラシでもない!』と書かれていた。
デザインができた際の仮の名前が「アラト君」だった。（アシカ、ラッコ、トドの頭文字を取った）

## 主な登場場所
- アクアミュージアム（水族館）向かいのセンターハウス傍に高さ約3mのシーパラシー太のモニュメントがあり、待ち合わせの目印や記念撮影スポットになっている。以前「SEAPARA VISION」で放送されていた島内オリジナル番組で、センターハウス等に設置された情報カメラによってよくモニュメント周辺が中継されていた。現在は放送されていない。
- 身長制限のある乗り物の近くに、シー太がデザインされた身長計（110cmと120cmの身長計）が設置されている。ただしブルーフォールにある身長計だけはブルーフォールを模した身長計となっていた。ただし、現在ブルーフォールは営業終了し身長計は撤去されている。
- センターハウスのモニュメントと同じポーズをしたぬいぐるみが園内売店で様々なサイズで販売されている。2002年（平成14年）からは「抱き枕シー太」が発売されている。
- 各種印刷物や広告でシーパラダイスのロゴと共に登場する。
- 2001年（平成13年）7月から2002年（平成14年）1月まで、プレジャーランドに「シー太のお部屋」というヘッドホンサラウンドオーディオの特設アトラクションが設置されていた。シー太の仲間達として動物を暗室のリビングで紹介する内容でだった。
- シーパラシー太の着ぐるみは各種のイベントに登場し、子供を中心に人気がある。無口で、ダンスも得意ではなく（ダンスを披露することも稀にある）、特筆すべき芸を持たないが愛嬌だけはある。

## プロフィール
- 誕生日は1993年5月8日（「横浜・八景島シーパラダイス」の営業開始日）
- 星座は牡牛座
- 血液型はO型
- 好きな食べ物は「はまぐり」「ラーメン」「生ビール」
- 苦手なものは「ねずみ」
- 特技は動物と話ができること